# Maria, abadessa de Quedlinburg
La Duquessa Maria de Saxònia-Weimar (7 d'octubre de 1571 – 7 de març de 1610) va ser una princesa-abadessa de Quedlinburg des del 1601 i fins a la seva mort.

## Biografia
Nascuda a Weimar, Maria era filla de Joan Guillem, Duc de Saxònia-Weimar i de Dorotea Susanna de Simmern.
La Princesa-abadessa Anna III de Quedlinburg va morir el 12 de maig de 1601. El prevost de la congregació havia mort de pesta i no havia estat substituït. Se suggerí a Dorotea com successora d'Anna pel guardià de l'abadia, el seu germà Frederic Guillem I, duc de Saxònia-Weimar. L'emperador Rodolf II confirmà l'elecció el 2 de juliol.
El seu regnat va ser tranquil. Es mostrà incapaç d'enfrontar-se als protectors de l'abadia, els ducs de Saxònia, la qual cosa comportà que perdés poder temporal. Va morir sobtadament a Halle (Saxònia-Anhalt), mentre que es dirigia a Dresden, sent enterrada a l'abadia de Quedlinburg.